# Bernhard Allemann
Bernhard Allemann (* 3. März 1946) ist ein ehemaliger Schweizer Fussballspieler, der von etwa 1965 bis Sommer 1971 für den FC Winterthur spielte.

## Karriere
Allemann bestritt etwa 1965 sein erstes Pflichtspiel für den FC Winterthur. Er konnte auf vielen Positionen eingesetzt werden, sowohl in der Verteidigung sowie auch offensiver als Läufer auf dem Flügel.
In der Saison 1967/68 war er Teil der Aufstiegsmannschaft des FC Winterthur. Zunächst als Stammspieler im Einsatz, verlor er während der Saison jedoch seinen Stammplatz am Flügel an Max Oettli. Nach dem Aufstieg spielte Allemann noch bis Sommer 1970 für die Winterthurer und kam dabei auf 21 NLA-Einsätze (0 Tore), bevor er leihweise zum FC Frauenfeld in die drittklassige 1. Liga wechselte.